# Sven Hallström
Sven Paul Hallström, född 25 januari 1883 i Stockholm, död 27 september 1957, var en svensk advokat. Han medverkade 1933 till bildandet av partiet Nationalsocialistiska Blocket.
Efter mogenhetsexamen vid Södra Latin i Stockholm 1900 blev Hallström juris utriusque kandidat vid Uppsala universitet 1904. Han var e.o. notarie i Svea hovrätt 1904, tjänstgjorde därefter på advokatbyråer i Stockholm till 1908 och genomförde tingstjänstgöring 1909–1910. Han var stadsfogde i Umeå 1910–1918, andre länsnotarie i Västerbottens län 1911–1918 och vice auditör vid Norrlands dragonregemente 1914–1917. Han grundade därefter en egen advokatbyrå i Umeå och drev denna till sin död. 
Innan Hallström engagerade sig i nazismen var han aktiv inom högern, för vilket parti han satt i Umeå stadsfullmäktige 1931–1933. För Nationalsocialistiska Blocket satt han i stadsfullmäktige perioden 1935–1938. Han var tillsammans med Holger Möllman-Palmgren även redaktör för tidskriften Vår Front 1933–1934.
Hallström var från 1924 gift med seminarielektorn Siri Öhngren som avled 1944. Han hade fem barn i ett tidigare gifte.